# Water-polo aux Jeux olympiques de 1904
Navigation
Paris 1900 Londres 1908

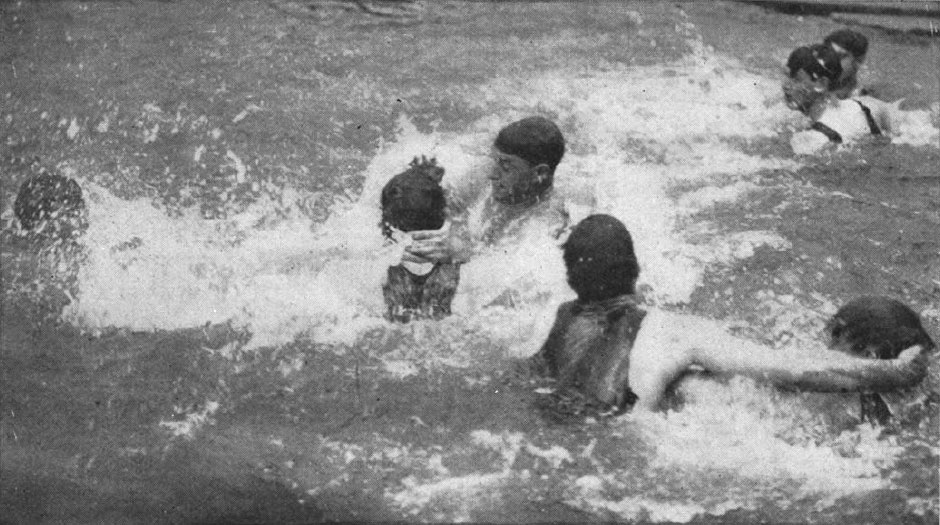
Water polo lors des JO de 1904.

Résultats du tournoi olympique masculin de water-polo aux Jeux olympiques de 1904 à Saint-Louis. Seules trois équipes américaines participent aux compétitions considérées comme officielles par le CIO. Une équipe allemande avait envisagé de participer au tournoi mais y a renoncé en raison des règles adoptées qui étaient celles américaines, plus proches du rugby, que celles britanniques.

## Participants
| Club                         | Pays       |
| ---------------------------- | ---------- |
| New York Athletic Club       | États-Unis |
| Missouri Athletic Club       | États-Unis |
| Chicago Athletic Association | États-Unis |

## Tournoi
|  | Demi-finales | Demi-finales |          |   | Finale  | Finale  |
|  | Demi-finales | Demi-finales |          |   | Finale  | Finale  |
|  |              |              |          |   |         |         |
|  | 12 août      | 12 août      |          |   | 12 août | 12 août |
|  | 12 août      | 12 août      |          |   | 12 août | 12 août |
|  | New York     | 5            |          |   | 12 août | 12 août |
|  | New York     | 5            |          |   | 12 août | 12 août |
|  | Missouri     | 0            |          |   | 12 août | 12 août |
|  | Missouri     | 0            | New York | 6 |         |         |
|  | 12 août      |              | New York | 6 |         |         |
|  |              | Chicago      | 0        |   |         |         |
|  | Chicago      | Chicago      | 0        |   |         |         |
|  |              |              |          |   |         |         |
|  |              |              |          |   |         |         |
|  |              |              |          |   |         |         |

### Matchs
|  | New York                                         | 5-0 | Missouri |  |
|  | Budd Goodwin (3) Lou Handley (1) David Hesser(1) |     |          |  |

|  | New York                          | 6-0 | Chicago |  |
|  | Budd Goodwin (5) David Hesser (1) |     |         |  |

## Résultats

### Podium
| Épreuves | Or                                | Argent                                  | Bronze                            |
| -------- | --------------------------------- | --------------------------------------- | --------------------------------- |
| Hommes   | États-Unis New York Athletic Club | États-Unis Chicago Athletic Association | États-Unis Missouri Athletic Club |

### Médaillés

#### Équipe de New York
David Bratton, George Van Cleaf, Leo Goodwin, Louis Handley, David Hesser, Joseph Ruddy, James Steen.

#### Équipe de Chicago
Rex Beach, Jerome Steever, Edwin Swatek, Charles Healy, Frank Kehoe, David Hammond, William Tuttle.

#### Équipe du Missouri
John Meyers, Manfred Toeppen, Gwynne Evans, Amedee Reyburn, Fred Schreiner, Augustus Goessling
William Orthwein.